# JWAYコミュニティチャンネル
JWAYコミュニティチャンネル（ジェイウェイコミュニティチャンネル）は、茨城県日立市のケーブルテレビ局、JWAYが運営する、地域情報番組中心のコミュニティチャンネル（自主放送）。

## 概要
- 2005年（平成17年）3月1日開局。通称はJWAY11ch（ジェイウェイ11チャンネル）[1]。アナログ放送での愛称はコミコミ9chひたち（コミコミ9チャンネルひたち）、通称はJWAY9ch（ジェイウェイ9チャンネル）だった。
  - 放送番組はJWAYの放送エリア内共通ではあるが、日立市向けの行政番組を編成している関係でひたちなか市・東海村では通販などの別番組に差し替えていた。
  - 2024年（令和6年）7月1日からはエリア別だった編成を統合した番組編成に変更した[2]
- JWAY851ch（ジェイウェイ851チャンネル）は、特別番組や日本各地のケーブルテレビ局が制作した番組、JWAY11chの番組で再放送のリクエストを受けた番組を放送するチャンネルとして機能している。ただし、ケーブルテレビ申込プランのうち「ミニ」プランは視聴不可。

## 主な放送番組
※詳細はオリジナル番組の紹介（JWAY公式ホームページ）を参照。
- コミュニティープラス
  - 日立市からのお知らせ
- 週刊むらびと通信
- 投稿ビデオ
- ようこそ JWAY ギャラリー
- なつかし・いばらき

- 今月のオススメ
番組告知。ケーブルテレビベーシック、ケーブルテレビデラックス加入者向けに、CSデジタル放送チャンネルの番組を紹介する。
- テレビ年賀状（新春）
特別番組（自社制作）。1月1日から3日間、日立市長をはじめとする日立市の役員、自治会の代表、日立市内の会社役員からの年頭挨拶を放送する。
- 全国高等学校野球選手権茨城大会
特別番組（自社制作）。毎年7月に開催される「全国高等学校野球選手権茨城大会」の日立市民球場での全試合を生中継（2007年までと2014年）、日立市内にある高校の試合を録画放送する。実況と解説は日立市民が務める。2014年は開会式と水戸市民球場で開催される準々決勝・準決勝も生中継。
- ゆく年くる年（大晦日）
特別番組（自社制作）。毎年大晦日、「ゆく年くる年」（NHK）の裏番組として、初詣客で賑わう神峰神社から生中継で放送する年越し番組。ちなみに、「NHK紅白歌合戦」の裏番組は、「ほっとかわらばん」（既述）の特別版である。
- QVC
通信販売。
- お天気カメラ（開局 - ）
JWAY本社に設置されたカメラの映像。

### 終了した番組
- JWAY劇場（2006年8月7日 - ）
ドラマ番組。NHK・民放で過去に放送されたドラマを放送する（現在のところ、NHK連続テレビ小説のみ放送）。3話分を1回にまとめて放送。毎週土曜は、1週間分を1回にまとめて、「総集編」として放送。（アナログのみ放送、デジタルでは「ほっとかわらばん」「告知ひろば」「今月のオススメ」に差し替え。）
  - 第1作：NHK連続テレビ小説「おしん」（放送開始 - 2007年3月31日）
  - 第2作：NHK連続テレビ小説「ふたりっ子」（2007年4月16日 - 8月20日）
  - 第3作：NHK連続テレビ小説「ちゅらさん」（2007年9月3日 - 12月31日）
  - 第4作：NHK連続テレビ小説「ひまわり」（2008年1月7日 - 6月15日）
  - 第5作：NHK連続テレビ小説「はね駒」（2008年8月4日 - ）
- ほっとかわらばん（開局 - ）
情報番組（自社制作）。日立市内の情報、話題を伝える番組。キャスターは、日立市民が務める「市民アナウンサー」や、JWAY営業部に所属するアナウンサー。
- かるちゃ〜倶楽部（2008年4月 - 12月）
音楽番組（自社制作）。ミュージシャンのライブや合唱、ダンスの模様を放送する番組。
- 気になる○○!
情報番組（自社制作）。日立市内の店や行楽地などを気になる探検隊が探索し、地元のおすすめを紹介する。
- 告知ひろば
情報番組（自社制作）。イベントやお店の告知、メンバーの募集をJWAY本社前で収録して放送する。告知にかかる費用は不要。
- サイエンスチャンネル
教育番組（文部科学省、その他制作）。科学者の一生、身近なものの製造過程、化学の基礎を放送するそれぞれ3本の番組を1回にまとめて放送する。
- ミュージックアワー（ - 2008年3月）
音楽番組（自社制作）。日立市内で活躍するミュージシャンのコンサートやライブの模様を放送する。
- レッツ!!お店めぐり（ - 2008年9月）
情報番組（自社制作）。日立市内の店を紹介する番組。紹介される店は、レストランや食堂、弁当屋が中心である。
- フーディーズTV
教養番組。グルメ関連を取り扱う専門チャンネル食と旅のフーディーズTVから一部の番組を放送。
- 今週のTOPICS
- アレ!ホーリーホックTV
- 行政放送（日立市向け）
  - ひたちまるごと情報
  - 週刊!ひたち・ほっとニュース